# Barbie Blanková
Barbara Collins „Barbie“ Blanková (* 15. ledna 1987) je americká modelka a profesionální wrestlerka známa pro svou práci s WWE pod jménem Kelly Kelly.
Už jako malá se věnovala gymnastice a roztleskávání. Studovala žurnalistiku a doufala, že se stane televizní hlasatelkou. V roce 2006 podepsala smlouvu s WWE a byla poslána trénovat do Ohio Valley Wrestling (OVW). V červnu 2006 debutovala v ECW pod jménem Kelly Kelly s charakterem exhibicionistky a striptérky. Její striptýzové show byly známé jako Kelly Exposé, a také se stala manažerkou Mike Knoxe. Následující rok vytvořila s Laylou a Brooke Adamsovou taneční skupinu jménem Extreme Exposé. Později se k ději připojil The Miz, což vedlo k rozpadu této skupiny.
Kelly pak vystupovala ve více zápasech a v červenci 2008 byla přesunuta do Raw. V následujícím roku neuspěla v zápase o titul, a tak odešla do SmackDownu. Tam měla feud s LayCool a zápas o Women's titul, opět ale skončil neúspěšně. V dubnu 2011 se vrátila do Raw, kde získala WWE Divas titul a držela ho čtyři měsíce. V říjnu ho prohrála, když byla poražena Beth Phoenixovou.

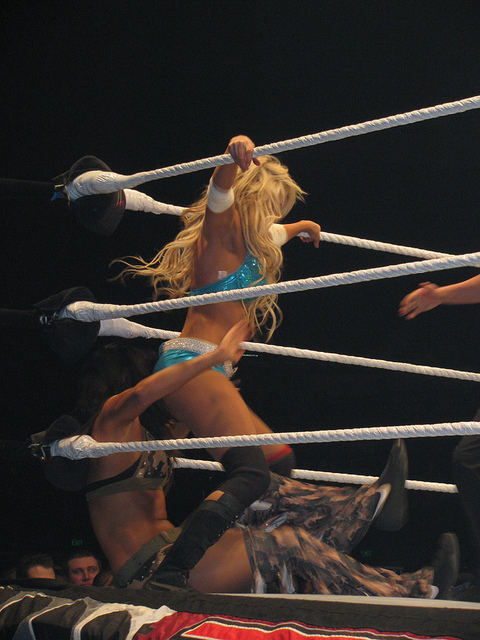

## World Wrestling Entertaiment / WWE

### Ohio Valley Wrestling (2006)
V roce 2006, když Kelly pracovala jako modelka, si ji všiml John Laurinaitis, oficiální vedoucí společnosti WWE. Ten kontaktoval její modelingovou agenturu a pozval Kelly na zkoušku do svého nácvikového střediska Ohio Valley Wrestling (OVW). Přesto, že neměla žádné zkušenosti s wrestlingem, jí byla nabídnuta smlouva, kterou podepsala v květnu 2006. I poté, co byla přidána do hlavního rosteru, pravidelně létala do střediska OVW. Později se začala v show objevovat jednou týdně, nejdříve jako ringová hlasatelka a rozhodčí, později jako profesionální wrestlerka. Jeden z jejich prvních zápasů proběhl 6. září 2006 na televizi OVW, kde se účastnila Divas battle royalu, který vyhrála wrestlerka ODB.

### ECW (2006–2008)
Barbie Blank debutovala v ECW pod jménem Kelly Kelly. Původně se měla jmenovat jenom "Kelly", ale Vince McMahon se rozhodl pro změnu na "Kelly Kelly". Debutovala 13. června 2006 a stala se tak nejmladší divou v historii WWE. Měla charakter exhibicionistky a předváděla striptýz pro publikum, který přerušil její televizní přítel Mike Knox. Mike Knox přišel na pódium, zakryl jí ručníkem a odtáhl do zákulisí. Kelly ve svých segmentech pokračovala pod názvem "Kelly Exposé", dokud vše Mike Knox opět nepřerušil. Aby Knox mohl dávat na Kelly pozor, donutil ji chodit na jeho zápasy a podporovat ho, čímž se stala jeho manažerkou. V důsledku toho byla zapojena do rozvíjejícího se sporu mezi jejím přítelem a Tommym Dreamerem se Sandmanem. Svůj ringový debut udělala v ECW 22. srpna 2006 v tag teamovém zápase s Mikem Knoxem proti Dreamerovi, Sandmanovi a Torrie Wilsonové.
Po tomto sporu byli Kelly a Knox přesunuti do feudu s CM Punk, kde se Kelly přiznala, že se jí Punk líbí. Ukázala se ale opět Knoxova žárlivost. Kelly s Punkem neustále flirtovala a sledovala jeho zápasy z davu, dokud jí Knox nezastavil. To vedlo k zápasu Mike Knox vs. CM Punk. V prosinci na show Dismember měla Kelly s Mikem tag teamový zápas proti Ariel a Kevin Thorne, při kterém Mike dal Kelly květiny, ta mu je ale hodila do obličeje. To znamenalo konec jejich vztahu a kvůli zranění (špatně provedený chvat od Ariel) odklizení ze show po dobu šesti týdnů.

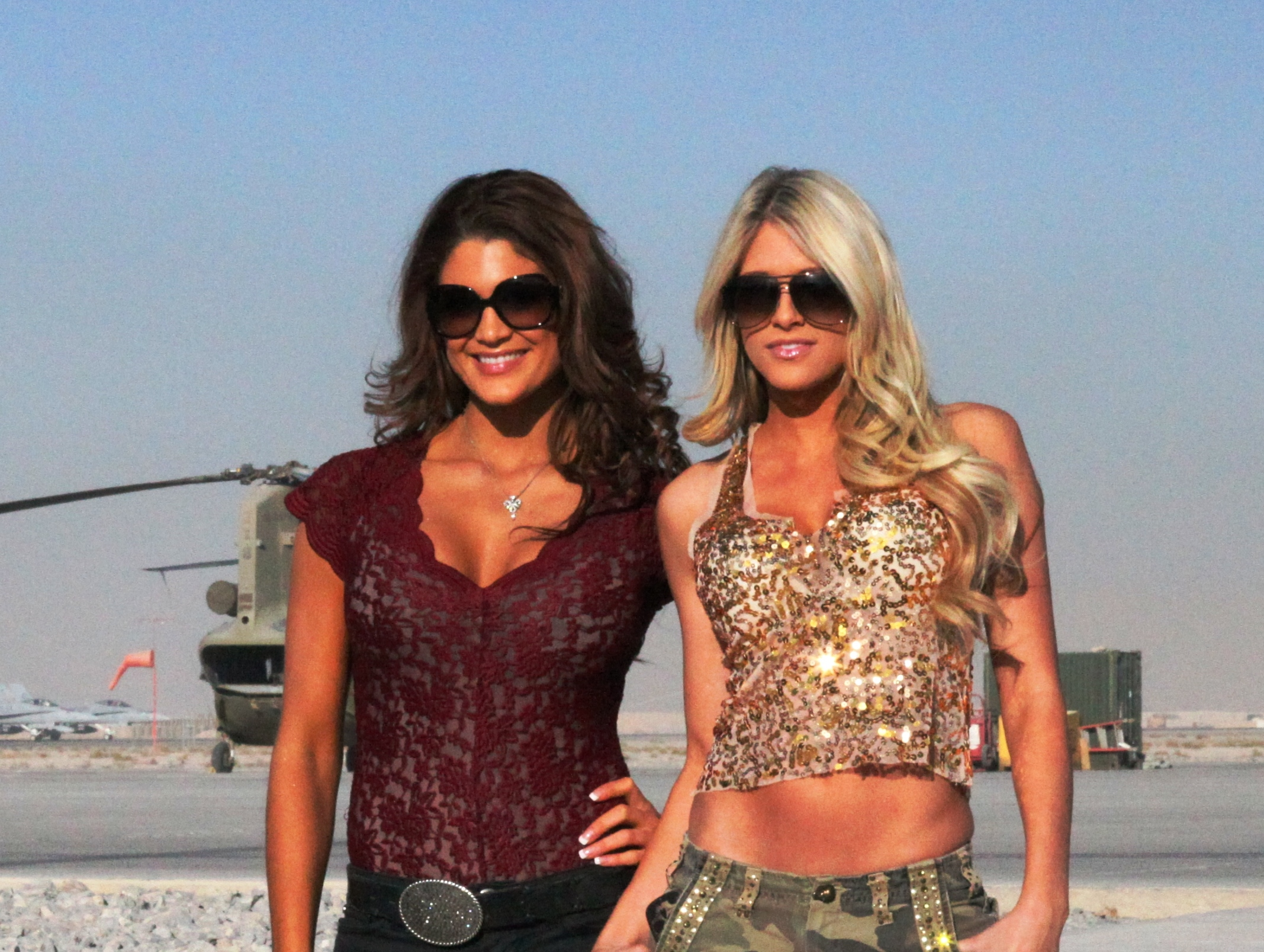
Eve Torres a Kelly Kelly

Na televizní obrazovky se vrátila 16. ledna 2007 a oznámila, že bude pokračovat v "Kelly Exposé". Následující týden spojila své síly s Laylou a Brooke Adamsovou a vytvořily společně "Extreme Exposé". V červnu 2007 se do děje přidal The Miz, který si vyžádal představení od Extreme Exposé. Když Kelly obrátila pozornost k Balls Mahoney, rozhodli se jí Layla, Brooke a Miz zesměšňovat a zakázali jí jít na rande s Mahoneym s tím, že jestli tuto podmínku poruší, bude z WWE Universe vyhozena. Dne 1. listopadu byla Brooke Adams z WWE propuštěna, což vedlo k tomu, že se skupina rozpadala a Kelly začala mít zápasy proti Layle. 23. října v epizodě Raw vyhrála Kelly zápas proti Women's šampionce Beth Phoenix.

### Raw (2008–2010)
V roce 2008 byla na návrh WWE přesunuta do Raw. Spojila se s Mickie James a v zápase společně porazily Laylu a Jillian Hall. Kelly byla rychle zapojena do feudu s Beth Phoenix a v nějakých příležitostech spolu měly i zápas. Mezitím, co se Beth spojila s Jillian Hall, začala mít Kelly spor i s ní. Na pay-per-view show Survivor Series v listopadu byla Kelly součástí vítězného týmu Raw Divas, které porazily ty ze SmackDownu. Během zápasu eliminovala Victorii, ale ona sama byla eliminována Maryse. Následující měsíc na show Armageddon se spojila s Mariou Kanellis, Michelle McCool a Mickie James v zápase proti Jillian, Maryse, Victorii a Natalya.

Dne 5. dubna 2009 se Kelly účastnila 25-diva royal battle na WrestleManii XXV, zápas ale vyhrál Santino Marella. 18. května v epizodě Raw v dalším battle royalu eliminovala Beth Phoenix a Mickie James a stala se tak první kandidátkou pro zápas o titul. Následující týden napadla Maryse a vyhrála tím, že byla Maryse diskvalifikována. Tím ale Maryse titul zůstal. Následnou odvetu Kelly prohrála. O tři týdny později se zápasilo o další kandidátku na titul, vyhrála ale Mickie James. Po zbytek poloviny roku 2009 Kelly neúspěšně zápasila o zápas o titul. Na show Bragging Rights v říjnu se spojila s Gail Kim a Melinou (team Raw), prohrály ale opět nad týmem SmackDown složeného z Beth, Natalya a Michelle McCool. O měsíc později na Survivor Series se Kelly se svým týmem zúčastnila eliminačního zápasu, který vyhrály. 

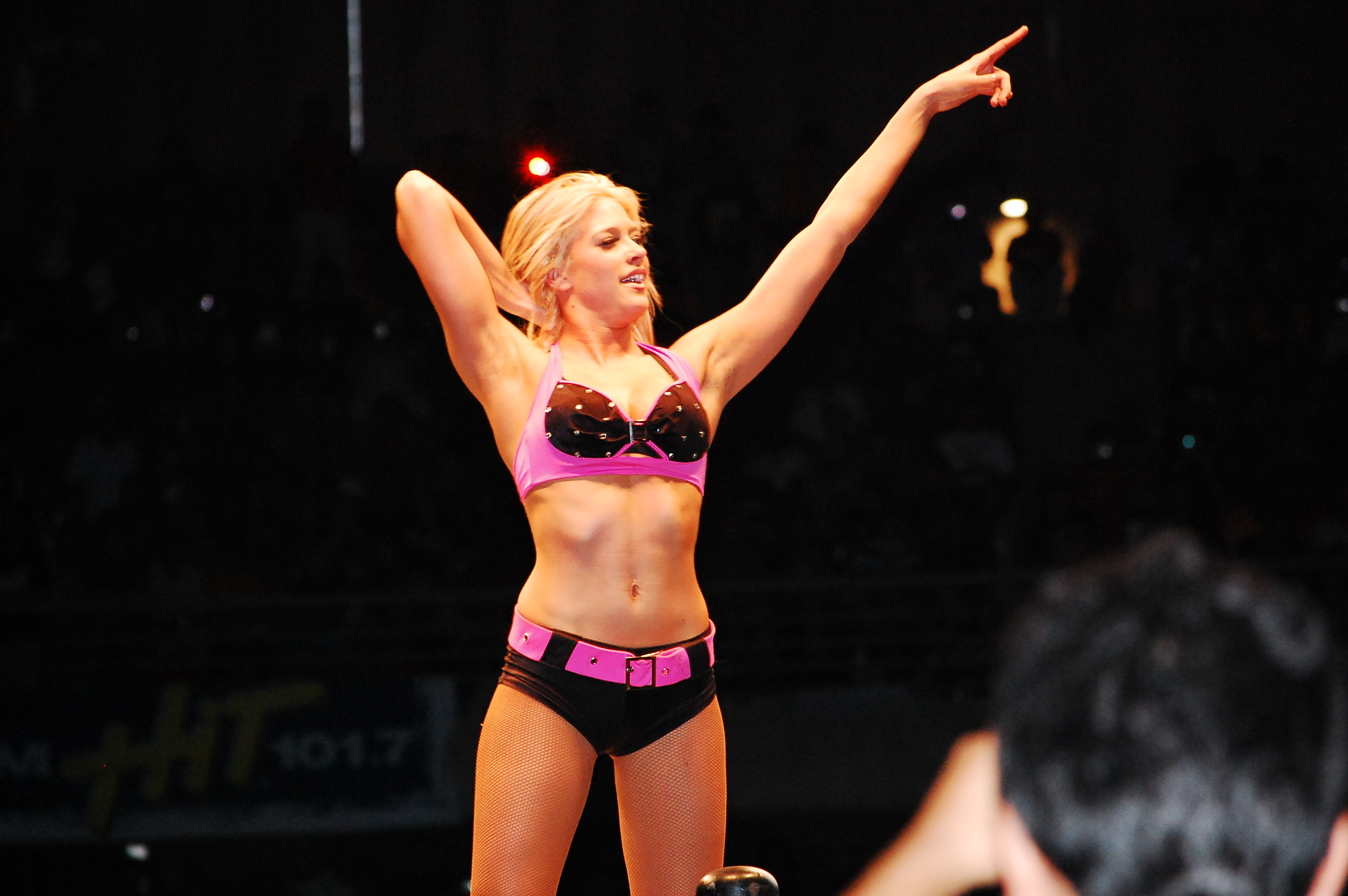
Kelly pózuje na houseshow

V lednu 2010 získala vysněný Divas šampionát proti Melině, ta ale musela kvůli zranění zápas vynechat, ale v prvním kole byla eliminována Aliciou Fox. V průběhu začátku roku 2010 byla Kelly zapojena do několika zákulisních segmentů s hosty Raw. Na WrestleManii XXVI se Kelly spojila s Beth Phoenix, Gail Kim, Mickie James a Eve Torres a prohrály zápas proti LayCool, Maryse, Alicia a Vickie Guerrero. Následující večer na Raw se uskutečnila odveta s opačným výsledkem.

### Rok 2010 a 2011
V průběhu roku 2010 byla Kelly přesunuta do rosteru SmackDown. Debutovala tam 30. dubna společně s Beth Phoenix a porazily LayCool (Michelle McCool a Layla). Kelly měla spor s LayCool, avšak našla spojence v Tiffany. Poté, co porazila obě divy z LayCoolu, získala zápas o titul na show Money in the Bank, ten skončil ale neúspěšně. 31. srpna Kelly oznámila, že se stane trenérkou pro rookie z třetí sezóny NXT, Naomi. V druhé polovině roku 2010 Kelly pokračovala ve sporu s LayCool a v říjnu se spojila s Natalya. V listopadu Noemi postoupila do finále, celou sezónu ale vyhrála Kaitlyn.
V prosinci začal Kellyino storyline s Drew McIntire, který měl o ní zájem, nicméně ona ho odmítla kvůli tomu, že je "agresivní a hrubý". 30. ledna na show Royal Rumble měla Kelly tag teamový zápas o heavyweight titul s Edge proti Dolph Ziggler a LayCool (handicap zápas). Po utkání byla Kelly slovně napadena Vickie Guerrero, která ji ze show vyhodila. Zpátky byla Kelly najata generálním ředitelem SmackDownu, Teddym Longem. Ten její návrat zařídil tak, že mohla napadnout Vickie. Sama Kelly byla ale napadena LayCool, které zastavila Trish Stratus. V následující epizodě SmackDown se chtěla Kelly Vickie pomstít v tag teamovém zápase.
26. dubna 2011 byla K2 přesunuta zpět do Raw. Během show Over The Limit se jí konečně podařilo získat Divas titul a to poražením Brie Bella. Později vyhrála i ocenění za nejlepší moment ve Slammy Awards. Následovně pokračovala v úspěšném obhajováním titulu proti Beth Phoenix na SummerSlamu. Tímto způsobem úspěšně pokračovala v sporu, dokud si od ní Beth v říjnu 2011 na show Hell in a Cell titul nevzala. 14. října v epizodě SmackDown Kelly prohrála znova. Beth se pomstila tím, že ji na show TLC napadla.

### Rok 2012
28. září 2012 byla Kelly Kelly propuštěna z WWE.

## Ostatní media
V dubnu 2007 si Kelly společně s Ashley Massaro, Laylou El, Brooke Adams, Torrie Wilson a Maryse Ouellet zahrála v hudebním videoklipu pro píseň od Timbalanda "Throw It On Me" (feat. The Hives). 11. dubna 2008 se objevila s Mickie James, Melinou Perez a Laylou El v epizodě show Celebrity Fit Club: Boot Camp. 14. června 2011 hostovala s Bella Twins v televizním pořadu The Price is Right.
V srpnu 2007 všechny tři členky Extreme Exposé nafotily fotky pro web FHM Online. V roce 2011 se Kelly umístila na 82. místě v žebříčku Maxim Top Hot 100. Později, v prosinci 2011, se objevila na titulní straně tohoto časopisu.

## Osobní život
Narodila se v Jacksonville na Floridě židovskému otci a matce křesťance. Už jako dítě byla wrestlingová fanynka a říká, že Stone Cold Steve Autin byl její oblíbený. Jako malá se věnovala gymnastice, později ale tento koníček musela kvůli zranění opustit a začala dělat roztleskávání. Studovala žurnalistiku a chtěla se stát televizní hlasatelkou. Také se účastnila soutěže Hawaiian Tropic a Venus Swimwear jako bikini modelka. Při tréninku v OVW žila Kelly v Kentucky, v roce 2010 se přestěhovala do Tampy na Floridě. Jako svůj wrestlingový vzor popisuje Trish Stratus. 

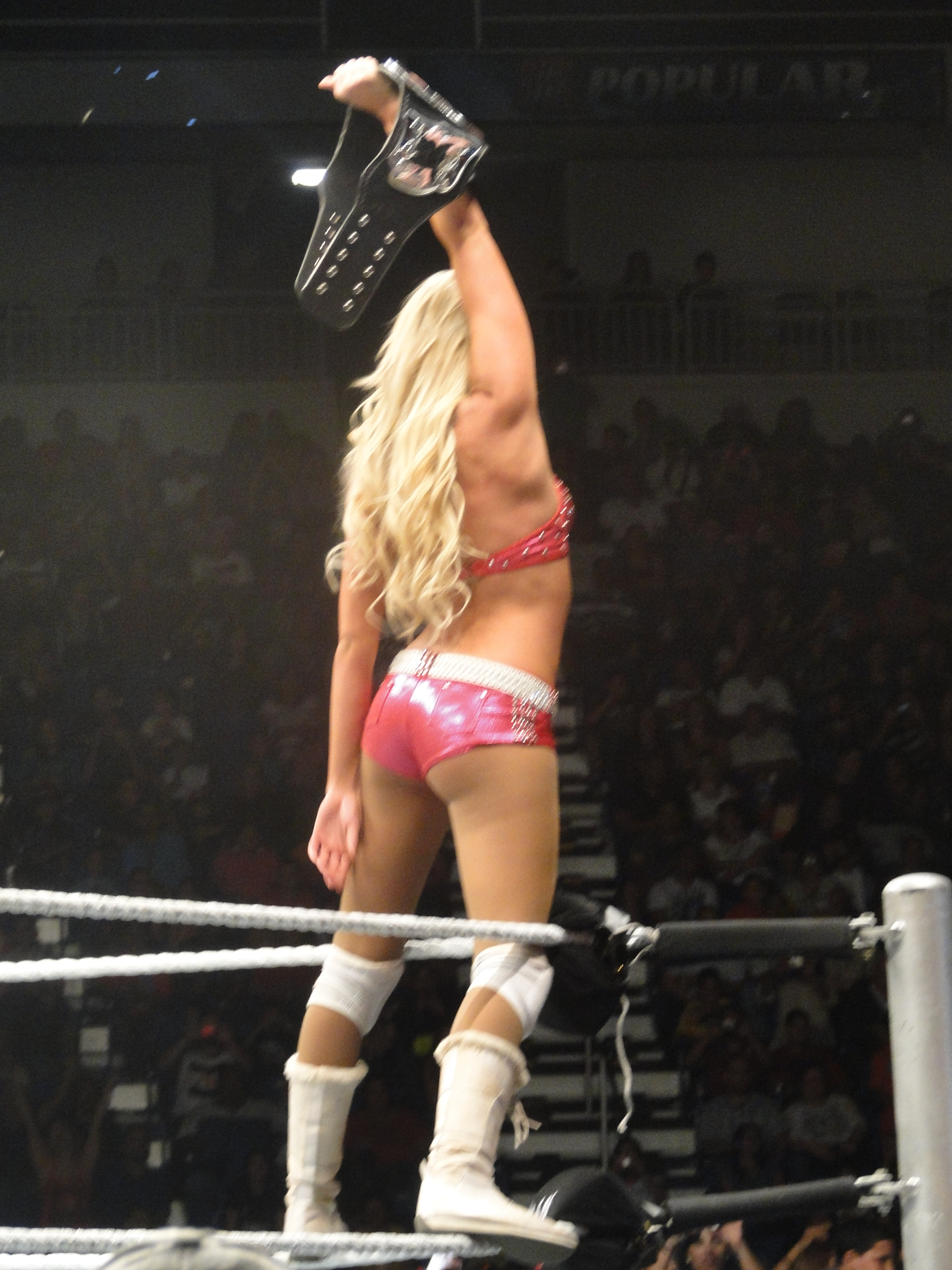
Kelly Kelly jako Divas šampionka

Barbie Blank měla dva roky vztah s wrestlerem Andrew Martinem, který ale skončil v březnu 2009 jeho smrtí. Také předtím krátce chodila s Dave Batistou.

## Ve wrestlingu
Zakončovací chvaty
- K2 / Kelly Kick
- Roll-Up — 2011-současnost

Ostatní chvaty
- Kelly Killer
- Stink Face
- Neckbreaker
- Thesz press
- Hurricanrana

Jako manažerka
- Mike Knox
- The Miz

Theme song
- "Holla" od Desiree Jackson (2006-2007)
- "Holla (2. remix)" od Desiree Jackson (6. října 2008-současnost)